# Brotterode
Brotterode este un oraș din landul Turingia, Germania.